# Maksymilian Machalski
Maksymilian Edward Wincenty Machalski (ur. 5 października 1817 w Wojniczu, zm. 30 września 1890 w Krakowie) – polski adwokat, polityk konserwatywny, poseł do Sejmu Ustawodawczego 1848 oraz austriackiej Rady Państwa (1886–1890).

## Życiorys
Ukończył Gimnazjum Św. Anny w Krakowie. Studiował na wydziale filozoficznym Uniwersytetu Jagiellońskiego, w 1844 przeniósł się na wydział prawniczy do Wiednia, gdzie uzyskał  tytuł doktora praw (1846). W latach 1846–1848 był adwokatem w Tarnowie.
Aktywny politycznie w okresie Wiosny Ludów. Członek deputacji polskiej do Wiednia (kwiecień 1848). Poseł do Sejmu Ustawodawczego w Wiedniu i Kromieryżu (10 lipca 1848 – 7 marca 1849) wybranym z okręgu wyborczego Brzesko. W parlamencie należał początkowo do "Stowarzyszenia" skupiającego polskich posłów demokratycznych potem związał się z grupą posłów konserwatywnych skupionych wokół Jerzego Lubomirskiego, Adama Potockiego i Antoniego Zygmunta Helcla. Był znakomitym mówcą, w swych wystąpieniach m.in. występował przeciw kandydaturze Franciszka Smolki na przewodniczącego oraz domagał się zniesienia kary śmierci za przestępstwa polityczne.
W latach 1850–1855 podróżował po Anglii i Niemczech. Po powrocie do kraju prowadził od 1855 kancelarię adwokacką w Krakowie, od 1888 także w Wiedniu. Wieloletni prezes Krakowskiej Izby Adwokackiej. Specjalizował się w sprawach karnych i politycznych, m.in. był obrońcą redakcji "Czasu" w procesach prasowych w okresie powstania styczniowego, a także jednym z obrońców w krakowskim procesie Ludwika Waryńskiego i towarzyszy. Był również autorem artykułów w "Gminie" i "Czasopiśmie Poświęconemu Prawu i Umiejętnościom Politycznym".
Ziemianin, właściciel Ściejowic w pow. krakowskim, gdzie założył w latach siedemdziesiątych XIX wieku pierwszą w Galicji szkołę koszykarstwa. Należał do czołowych konserwatystów krakowskich (stańczyków). Był także przeciwnikiem powstającego ruchu socjalistycznego. Wspólnie z żoną, słynną z urody, prowadził w Krakowie salon będący ośrodkiem życia towarzyskiego. Przez wiele lat był prezesem Resursy Mieszczańskiej oraz członkiem Rady Miejskiej (1886–1888) i Wydziału Powiatowego w Krakowie. Należał także do Krakowskiego Towarzystwa Rolniczego. Członek nadzwyczajny Akademii Umiejętności w Krakowie a od 21 lutego 1859 członek Towarzystwa Naukowego Krakowskiego. Zwolennik i propagator zakładania w Galicji towarzystw pożyczkowych wg systemu kas Schultze-Delitzsch. Od 1858 członek Zarządu Spółki Zdrojowisk Krajowych.
Poseł do austriackiej Rady Państwa VII kadencji (5 maja 1886 – 30 września 1890). Mandat uzyskał w wyborach uzupełniających po śmierci Maksymiliana Zatorskiego w kurii II (miast) z okręgu Kraków 2. Po jego śmierci mandat objął August Sokołowski. Był członkiem Koła Polskiego w Wiedniu, gdzie należał do frakcji posłów konserwatywnych. Pracował w parlamentarnych komisjach: budżetowej, prawnej, prasowej oraz przewodniczył komisji kodeksu karnego.
Pochowany w grobie rodzinnym na cmentarzu Rakowickim w Krakowie (pas 45, płn.-wsch.).

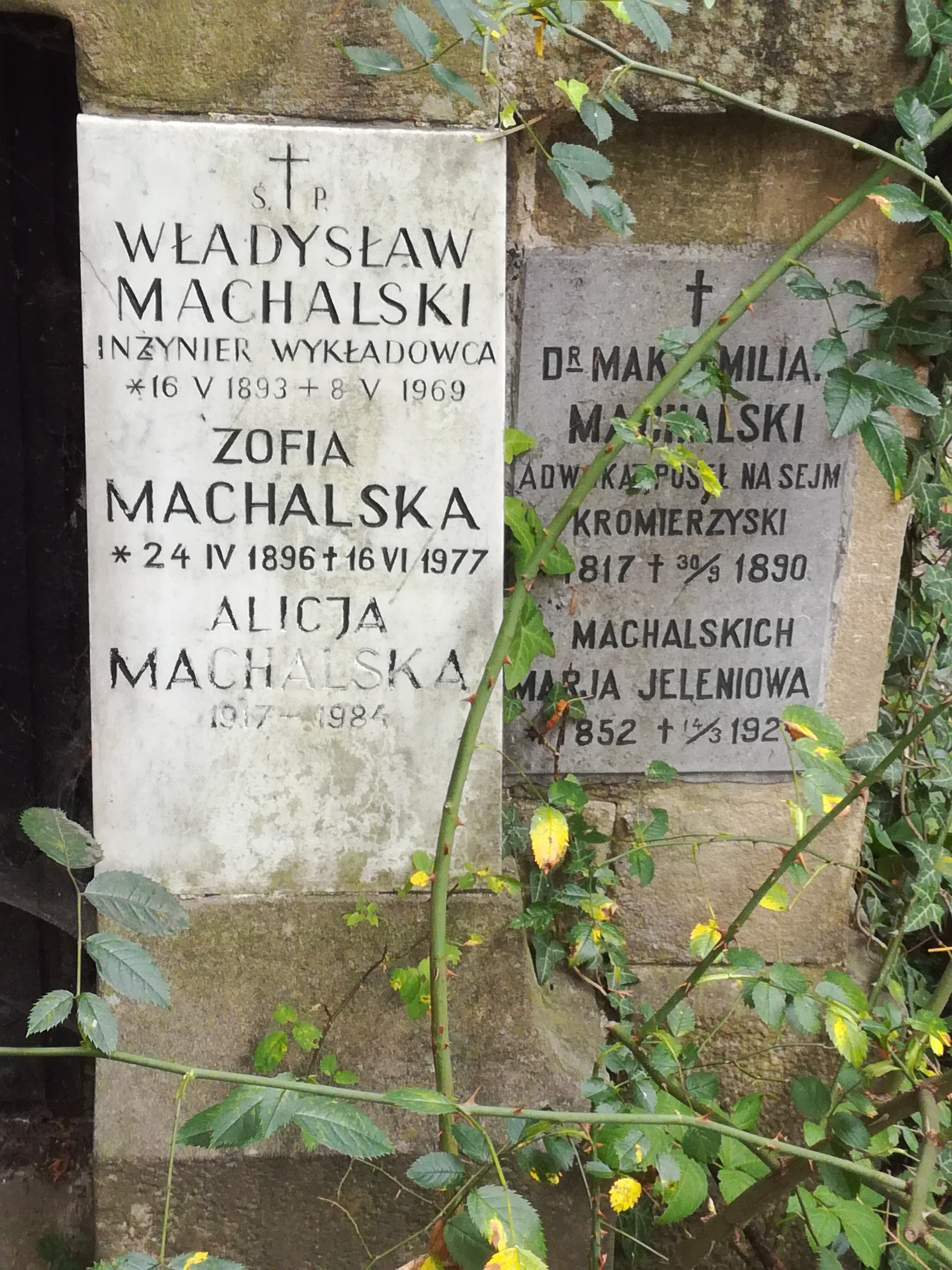
inskrypcja na grobie Maksymiliana Machalskiego

## Rodzina i życie prywatne
Urodził się w rodzinie mieszczańskiej, syn Onufrego Machalskiego (1775-1867), kasjera i asesora urzędu miejskiego w Wojniczu i Julianny z domu Lamelli. Ożenił się z Olimpią z Przygodzkich (1831-1885), z którą miał syna Maksymiliana.